# Солодова Єлизавета Михайлівна
Солодова Єлизавета Михайлівна (*16 січня 1922 — †3 квітня 2011) — радянська і російська актриса театру і кіно, театральний педагог. Член Спілки театральних діячів (з 1948 року). Заслужена артистка РРФСР (1949). Народна артистка РРФСР (1964). 

## Життєпис
Народилася в селі Баглаєво, нині Нерехтського району Костромської області. У 1944 закінчила Державний інститут театрального мистецтва ім. А. В. Луначарського, курс М. Тарханова і В. Бєлокурова. 
У 1945—1948 рр. — актриса Таганрозького театру ім. А. П. Чехова. Багато ролей зіграла в п'єсах сучасного репертуару. 
З 1948 — артистка Державного академічного Малого театру, зіграла кращі ролі класичного і сучасного російського репертуару.
Багато років була членом художньої ради Державного академічного Малого театру. 
У 1976—1994 роки викладала у Театральному училищі ім. М. С. Щепкіна при Малому театрі, будучи викладачем, а згодом — доцентом кафедри майстерності актора.
Похована на Троєкурівському цвинтарі в Москві.

## Нагороди
- Орден Трудового Червоного Прапора (1974)
- Орден Дружби (1997) — за заслуги перед державою, вагомий внесок у зміцнення дружби і співпраці між народами, багаторічну плідну діяльність у галузі культури і мистецтва[3]
- Орден Пошани (2006) — за великий внесок у розвиток вітчизняного театрального мистецтва і багаторічну плідну діяльність[4]

## Фільмографія
- «Васса Желєзнова» (1953, фільм-спектакль; Рашель, невістка Васси)
- «Страчені на світанку» (1964, М.О. Ульянова)
- «Перша Бастилія» (1965, М.О. Ульянова)
- «Дачники» (1966, Марія Львівна)
- «Перше кохання» (1968, Марія Миколаївна, мати Вольдемара)
- «Так і буде» (1973, фільм-спектакль; військовий лікар Греч)
- «Дім Островського» (1974, фільм-спектакль; Віра Пилипівна Каркунова)
- «Птахи нашої молодості» (1974, фільм-спектакль; Артіна)
- «Романс про закоханих» (1974, мати Сергія; реж. А. Михалков-Кончаловський)
- «Мелодії білої ночі» (1976, прийомна мати Іллі і Федора, вчителька музики)
- «Фронт в тилу ворога» (1981, Анна Фрібе, дружина Вольдемара, розвідниця)
- «Дорогі мої москвичі» (1981, Катерина Пєшкова)
- «Відкрите серце» (1982, Олександра Іллівна)
- «Коли грали Баха» (1983, короткометражний)
- «Ретро» (1984, фільм-спектакль; Діана Володимирівна Барабанова)
- «Незріла малина» (1985, фільм-спектакль; Вранова)
- «Остання інспекція» (1985, мати Щербацького)
- «Тиха застава» (1985, Серафима Павлівна)
- «Холодне літо п'ятдесят третього…» (1987, дружина Старобогатова; реж. О. Прошкін)
- «Плащаниця Олександра Невського» (1991, Ольга Костянтинівна Баришева)
- «Гумова жінка» (1991, мати Івана Ілліча)
- «Дядя Ваня» (1993, фільм-спектакль, реж. С. Соловйов; Марина, стара няня)
- «Директорія смерті». «Дзеркальце», новела 12 (1999, теща Марія Юріївна/бабуся)